# Skadi
Na mitologia nórdica, Skadi (às vezes anglicizada como Skadi, Skade ou Skathi) é uma deusa jötunn associada à caça, esqui, inverno e montanhas. Skadi é atestada na Edda Poética, compilada no século XIII de fontes tradicionais anteriores; A Prata Edda e em Heimskringla, escrito no século XIII por Snorri Sturluson, e nas obras de esquiadores. 

## Origens
Filha do jötunn Tiazi, Skadi é a deusa do inverno, caça e montanhas. A lenda diz que após a morte de seu pai, que fora assassinado graças a mais uma peripécia de Loki, Skadi decide vingar-se dos Aesir chamando-os para um combate, que logo fora recusado por não serem capazes de atacar uma jovem mulher. Decidem então, dar um de seus homens para casar-se com a jovem jötunn como forma de selar um acordo de paz. 
Sob a condição de que sua escolha deveria ser aleatória, os pretendentes tiveram seus corpos cobertos ficando apenas com seus pés de fora. Skadi escolhe então os pés que mais lhe agradam erradamente pensando ser os de Balder, na verdade eram de Njörd, o deus Vanir dos Mares. A união entre os dois não durou, pois Skadi como uma deusa das montanhas, não conseguiu adaptar-se à vida nas costas oceânicas, assim como Njörd não conseguiu se adaptar às montanhas. Com a constante mudança de lares, foram criadas as estações do ano. Do casamento de Skadi e Njörd nasceram Freya e Frey.
Outras fontes da mitologia indicam que se casou mais tarde com outro deus, o Æsir Ullr.

## Etimologia
A etimologia do nome Skadi é incerta, mas pode estar relacionada com o nome original da Escandinávia. Alguns nomes de lugares na Escandinávia, particularmente na Suécia, referem-se a Skadi.
Estudos tem teorizado uma ligação em potencial entre a deusa e o deus Ullr (que também é associado com o esqui e aparece com frequência em nomes de lugares da Suécia) e uma possível relação particular com o jötunn Loki.
Em Heimskringla, Skadi após a separação com Njörd, casa-se com Odin e tem muitos filhos juntos. Tanto na Edda Poética como na Prosa, Skadi é responsável por colocar a serpente que goteja veneno ligada à Loki. É também alternadamente chamada de Öndurgud (Nórdico arcaico para "Deus do Esqui") e Öndurdís (Nórdico arcaico para "Dama do Esqui").